# Ženy, oheň a nebezpečné věci
Ženy, oheň a nebezpečné věci: co kategorie vypovídají o naší mysli (v anglickém originále Women, Fire, and Dangerous Things: What Categories Reveal about the Mind) je odborná kniha amerického lingvisty a profesora George Lakoffa z roku 1987. Do češtiny byla přeložena Dominikem Lukešem a vydána v roce 2006 nakladatelstvím Triáda. Autor se snaží vysvětlit základy studia lidského myšlení a položit tím nové základy pro kognitivní vědu. Tyto teoretické základy doplňuje vlastním výzkumem, který zahrnuje i rozsáhlé jazykovědné případové studie, a zároveň poskytuje jednotný konceptuální rámec pro nové přístupy ke studiu lidské mysli. Jedním z hlavních problémů, kterému se autor věnuje, je chápání kategorizace.

## Obsah
Tato kniha se zabývá tradičními odpověďmi na klíčové otázky myšlení a novými přístupy, které přinášejí inovativní odpovědi. Tradiční přístup vnímá rozum jako abstraktní a nezávislý na těle. Podle nového přístupu má však rozum tělesný základ. Tradiční přístupy popisují strukturu rozumu jako soubor doslovných tvrzení, která jsou buď pravdivá, nebo nepravdivá. Nový přístup naopak zdůrazňuje imaginativní složky rozumu, jako jsou metafory, metonymie a mentální obrazy, které považuje za ústřední pro porozumění, nikoli za pouhé doplňky doslovných významů.

## Ohlasy
James Hampton ve své recenzi na knihu vyzdvihuje interdisciplinární přístup knihy, která kombinuje lingvistiku, psychologii a filozofii, a zdůrazňuje její význam pro kognitivní vědy. Zároveň také ale připouští, že Lakoffovy myšlenky jsou komplexní a mohou být náročné na pochopení, ale přinášejí užitečné podněty pro výzkum lidského myšlení.
Také Dominic. W. Massaro ve své recenzi knihu hodnotí jako významný a podnětný příspěvek k poznání mysli. Lakoffovu práci tak považuje za zásadní pro psychologii a kognitivní vědy, přestože vyžaduje další experimentální ověření.

## Citace
„Hněv má škálu intenzity. Jak roste intenzita hněvu, zakouší S fyziologické příznaky: nárůst tělesné teploty, vnitřní tlak a fyzické rozrušení. Když hněv velmi zintenzivní, uplatňuje na S sílu, která ho nutí vykonat akt odplaty. Protože pomsta je nebezpečná a společensky nepřijatelná, má S povinnost svůj hněv ovládat. Ztráta sebeovládání je navíc škodlivá pro vlastní blaho S, což je další motivace pro ovládání se.”